# Mount Sill
Mount Sill je hora, tzv. fourteener, na východě Kalifornie, v jihovýchodní části pohoří Sierra Nevada. Je součástí skupiny Palisades. Mount Sill je s nadmořskou výškou 4 316 m šestou nejvyšší horou Kalifornie a čtvrtou nejvyšší v pohoří Sierra Nevada.
Hora je pojmenovaná po básníkovi a profesorovi literatury na Kalifornské univerzitě.

## Geografie
Mount Sill leží přibližně 50 km severně od nejvyšší hory Spojených států amerických bez Aljašky Mount Whitney. Nachází se na východní hranici Národního parku Kings Canyon. Východně od hory leží údolí Owens Valley a pohoří Inyo Mountains a White Mountains. Největší města v okolí jsou Big Pine a Bishop.